# Wilster
Wilster est une ville d'Allemagne dans le Schleswig-Holstein sur la rive de l'Elbe, à 45 km au nord-ouest d'Altona. Elle est située dans l'arrondissement de Steinburg (Kreis Steinburg) et a le statut de ville indépendante.

## Personnalités nées dans la commune
- 18 octobre 1571, Wolfgang Ratke
- 5 janvier 1829, Johann Meyer, poète
- 11 février 1914, Hans-Hermann Junge, officier d'ordonnance d'Adolf Hitler[réf. nécessaire]
- 29 avril 1943, Klaus Grawe

## Galerie

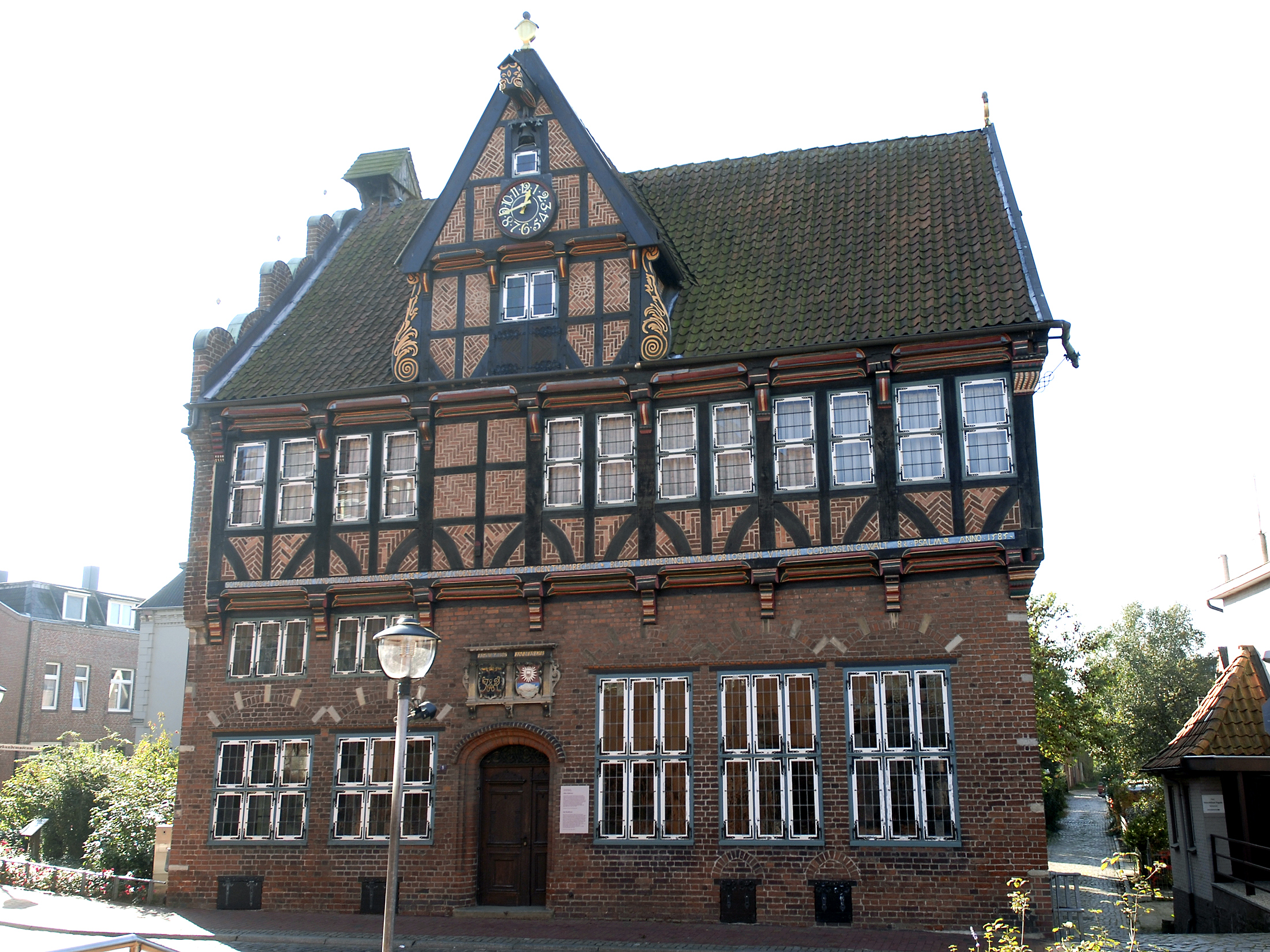
Ancienne mairie (Altes Rathaus)
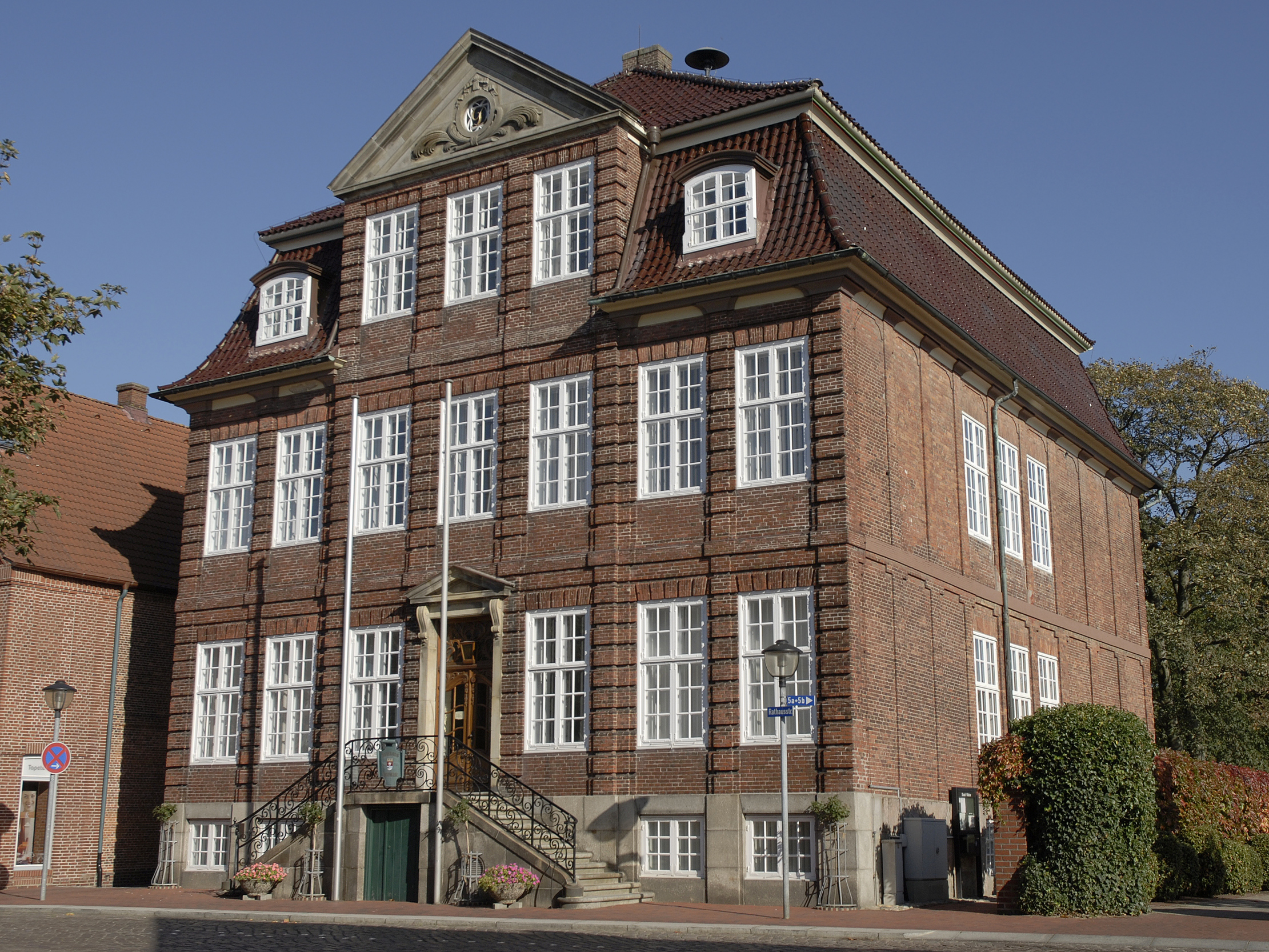
Nouvelle mairie (Neues Rathaus)